# Dichrometra
Dichrometra is een geslacht van haarsterren uit de familie Mariametridae.

## Soorten
- Dichrometra austini A.M. Clark, 1972
- Dichrometra bimaculata (Carpenter, 1881)
- Dichrometra ciliata A.H. Clark, 1912
- Dichrometra doederleini (Loriol, 1900)
- Dichrometra flagellata (Müller, 1841)
- Dichrometra stylifer (A.H. Clark, 1907)
- Dichrometra tenuicirra A.H. Clark, 1912